# زيوه (مهاباد)
قرية زيوه (بالكردية: زێوە) هي إحدى القرى التابعة لـمنغور الشرقية في ريف قسم خليفان من مقاطعة مهاباد، في محافظة أذربیجان الغربیة الإيرانية.

## السكان
حسب إحصاءات سنة 2006، بلغ إجمالي السكان في زيوه 139 نسمة وعدد المساكن 38 مسكن. لغة سكان زيوه هي اللغة الكردية و هم من أهل السنة والجماعة والمذهب الشافعي.